# Дмитроколине
Дмитроко́лине — село Олександрівської селищної громади Краматорського району Донецької області, Україна. У селі мешкає 112 людей.